# Perloz
Perloz (pron. fr. AFI: [pɛʁlo] , Pèrlo in patois valdostano) è un comune italiano sparso di 450 abitanti della bassa valle del Lys (o valle di Gressoney), nella Valle d'Aosta sudorientale.

## Geografia fisica

### Territorio
Il piccolo comune di Perloz sorge in una buona posizione geografica nella bassa Valle del Lys, poco prima della confluenza del Lys nella Dora Baltea.
Il territorio comunale culmina con i 2.710 m s.l.m. del Monte Crabun, situato in destra orografica del Lys e sul quale convergono anche i confini dei comuni di Issime e di Arnad.
Sempre sulla destra orografica sono situati il capoluogo e la maggior parte delle frazioni, come Plan-de-Brun e Marine (814 m), quest'ultima situata a strapiombo sul Vallone di Nantay.
Il comune comprende anche una porzione della sinistra orografica della valle del Lys dove, non molto lontani dal torrente (che in questo tratto scorre profondamente infossato), sorgono i piccoli centri di Tour d'Héréraz (altra grafia, Tour d'Hérères) e di Remondin. Il territorio comunale risale poi in direzione sud-est fino a toccare i 2.085 metri del Bec de Nona; la quota minima, circa 450 m s.l.m., si trova invece sul fondovalle al confine con Pont-Saint-Martin.
- Classificazione sismica: zona 4 (sismicità molto bassa)[8]

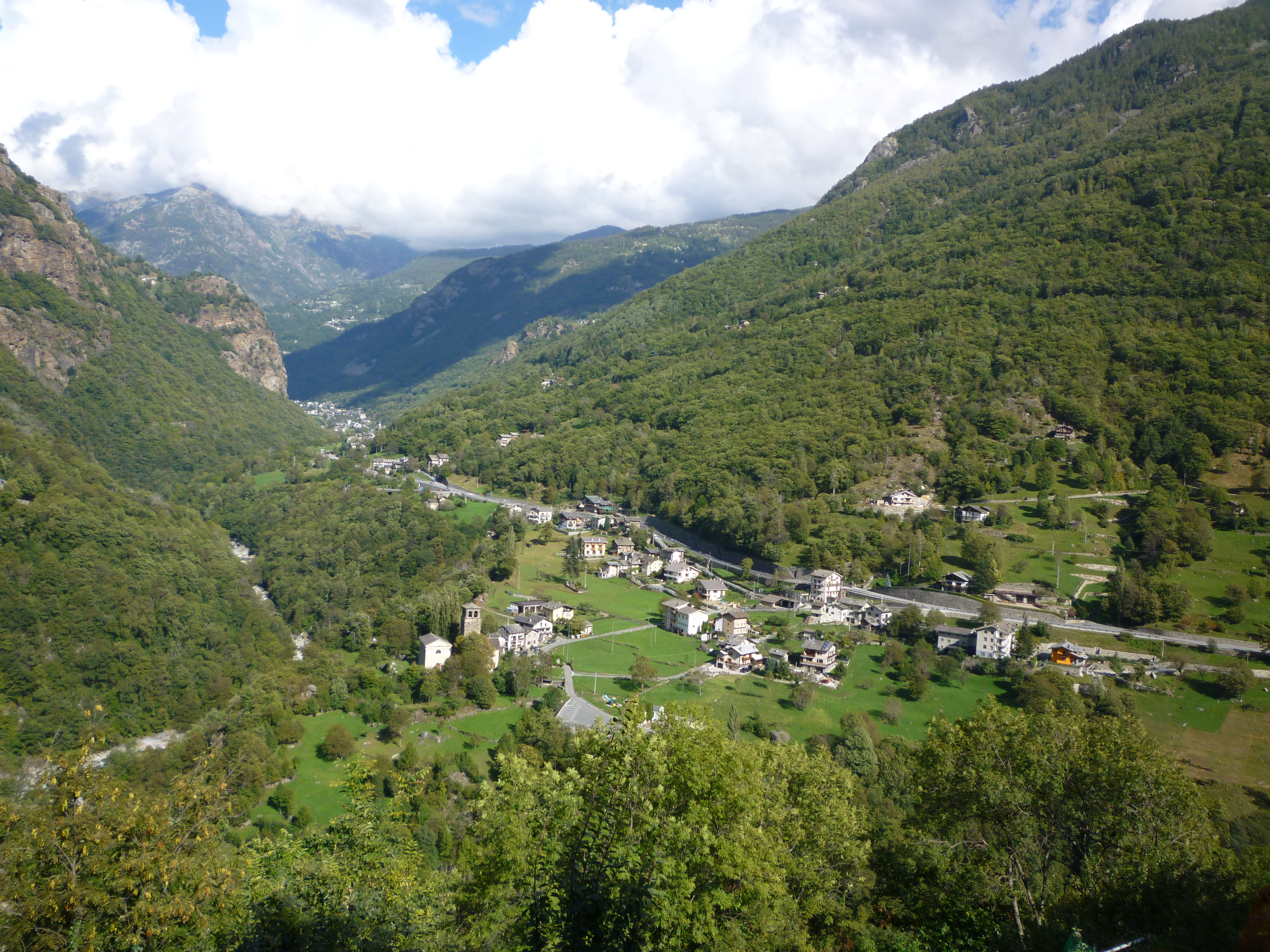
Vista del villaggio di Tour d'Héréraz dal capoluogo
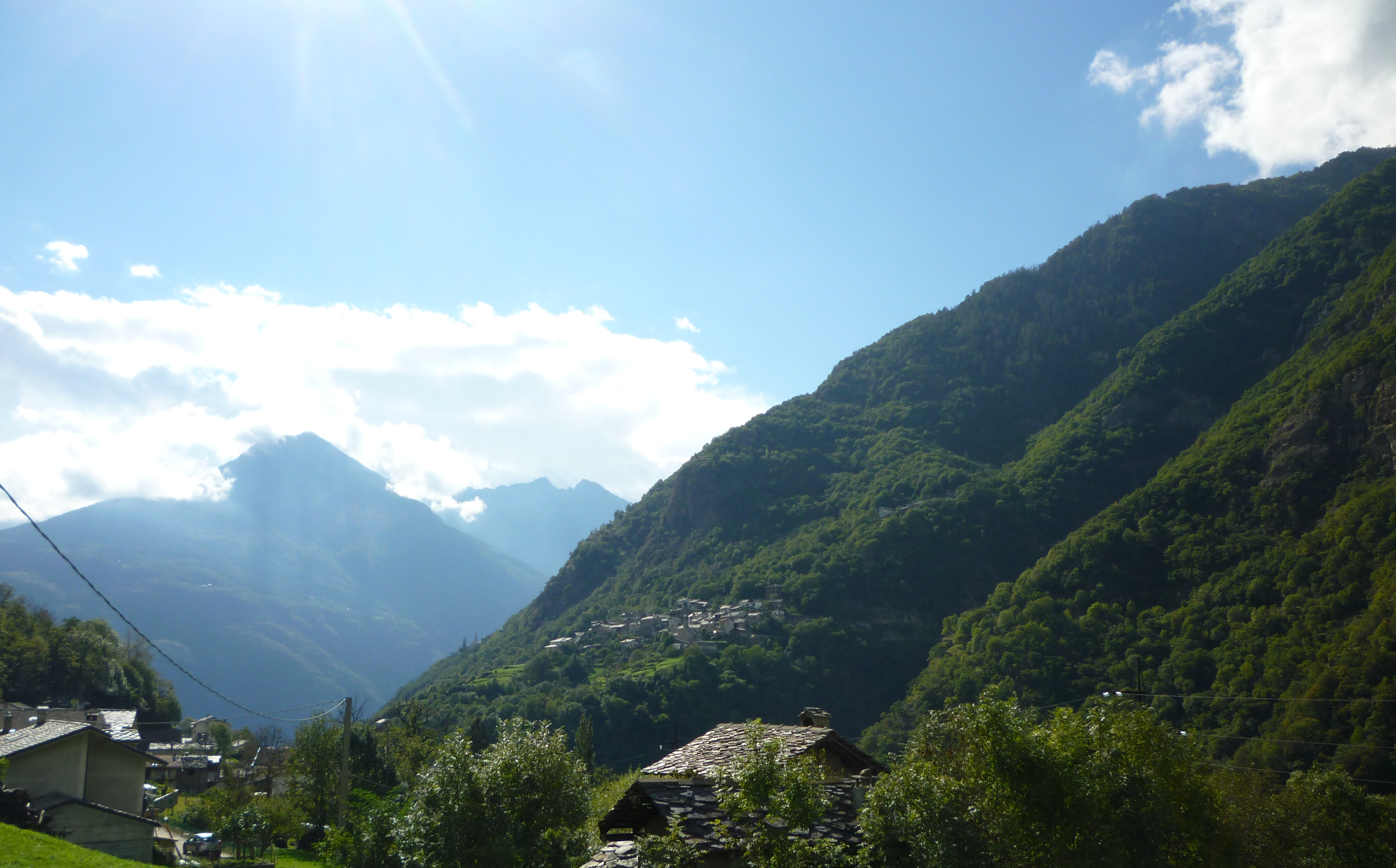
Panorama del capoluogo dal bivio sotto il villaggio Bioley
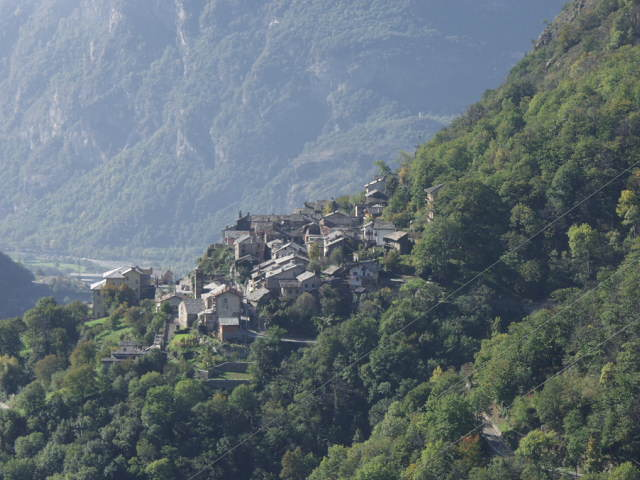
Il villaggio di Marine

### Clima
La località, celata fra i castagni e situata su un dirupo a strapiombo sul torrente, ha mantenuto intatte le sue prerogative ambientali e paesaggistiche e gode di un clima particolarmente mite.

## Origini del nome
Secondo la pronuncia del patois valdostano, il nome "Perloz" va pronunciato omettendo la "z" finale, quindi "Pèrlo", come per molti altri toponimi e cognomi valdostani e delle regioni limitrofe (la Savoia, l'Alta Savoia e il Vallese).

Questa particolarità, che si discosta dalle regole di pronuncia della lingua francese standard, risale a uno svolazzo che i redattori dei registri del regno di Piemonte-Sardegna erano soliti aggiungere alla fine dei toponimi o dei nomi da pronunciare come dei parossitoni, cioè con l'accento sulla penultima sillaba, molto diffuso in francoprovenzale. In seguito, questo piccolo segno è stato assimilato a una zeta, e spesso viene erroneamente pronunciato, sia dagli italofoni che dai francofoni.

## Storia
Come le altre località della valle di Gressoney, anche Perloz fu in epoca medievale assoggettata ai Vallaise, potenti feudatari locali, e ancora oggi sono presenti antichi edifici che ne mostrano il loro passaggio. In particolare, alcuni documenti confermano che una dimora di Perloz fosse già abitata dai Vallaise nel 1195. Il borgo si caratterizza per numerosi elementi architettonici databili tra il Trecento e il Quattrocento.
In epoca fascista, il comune fu accorpato a quello di Ponte San Martino.

### Simboli
Lo stemma e il gonfalone del comune sono stati concessi con decreto del presidente della Repubblica del 19 dicembre 1988.
(D.P.R. 19 dicembre 1988)
Il primo quarto riproduce l'immagine della Vergine col Bambino, statua risalente al XIII o al XIV secolo, venerata nel santuario di Notre-Dame-de-la-Garde.
Il secondo e il terzo quarto riportano l'emblema dei signori di Vallaise, che dal XII secolo dominarono su quasi tutta la valle di Gressoney e su gran parte della bassa valle della Dora Baltea. L'ultimo quarto è una variante dello stemma del Ducato di Aosta che è di nero al leone d'argento, armato e linguato di rosso.
Il gonfalone è un drappo partito di rosso e di bianco.

### Onorificenze
Il Comune di Perloz è tra le città decorate al valor militare per la guerra di liberazione, insignito della medaglia di bronzo al valor militare per i sacrifici delle sue popolazioni e per l'attività nella lotta partigiana durante la seconda guerra mondiale:

## Monumenti e luoghi d'interesse
I principali luoghi di interesse del comune di Perloz sono:

### Architetture religiose
- Santuario di Notre-Dame-de-la-Garde: collocato a breve distanza dal capoluogo, è situato su un ripido pendio che domina Pont-Saint-Martin. L'attuale edificio religioso fu costruito nel secolo XVI sostituendo una preesistente cappella del XIII secolo e fu ampliato nel Settecento. Al suo interno ospita numerosi ex voto; la volta che copre l'unica navata presente fu affrescata da Vittorio Avondo. È affiancata da un campanile romanico.
- Chiesa parrocchiale: dedicata a san Salvatore (Saint-Sauveur), fu costruita nel 1617 al posto di una chiesetta del secolo XII che fino al 1184 rappresentava l'unica chiesa della Valle del Lys; il campanile, del XII secolo, conserva lo stile romanico con monofore, bifore e archetti pensili. La chiesa fu il mausoleo di famiglia dei Vallaise fino al XV secolo. La parrocchiale è caratterizzata da una sola navata con volte a vela. La facciata è ornata da un grandioso affresco rappresentante il giudizio universale, ispirato agli affreschi della parrocchiale di Issime e realizzato da Bernardino Fererio della Val d'Ossola nel 1677. I patroni della parrocchia (Orso, Pietro e Salvatore) compaiono in un affresco sovrastante il portone d'ingresso.
- Chiesa di San Giuseppe alla Tour d'Héréraz; la chiesa ha la particolarità di sorgere sulle rovine dell'antico castello e il campanile non maschera l'aspetto originario dell'antica Tour d'Hérère, massiccia torre presumibilmente di origine romana, inglobata poi in una casa-forte medioevale e che, a partire dal 1878, è stata utilizzata come campanile della chiesa costruitale a fianco.[14]

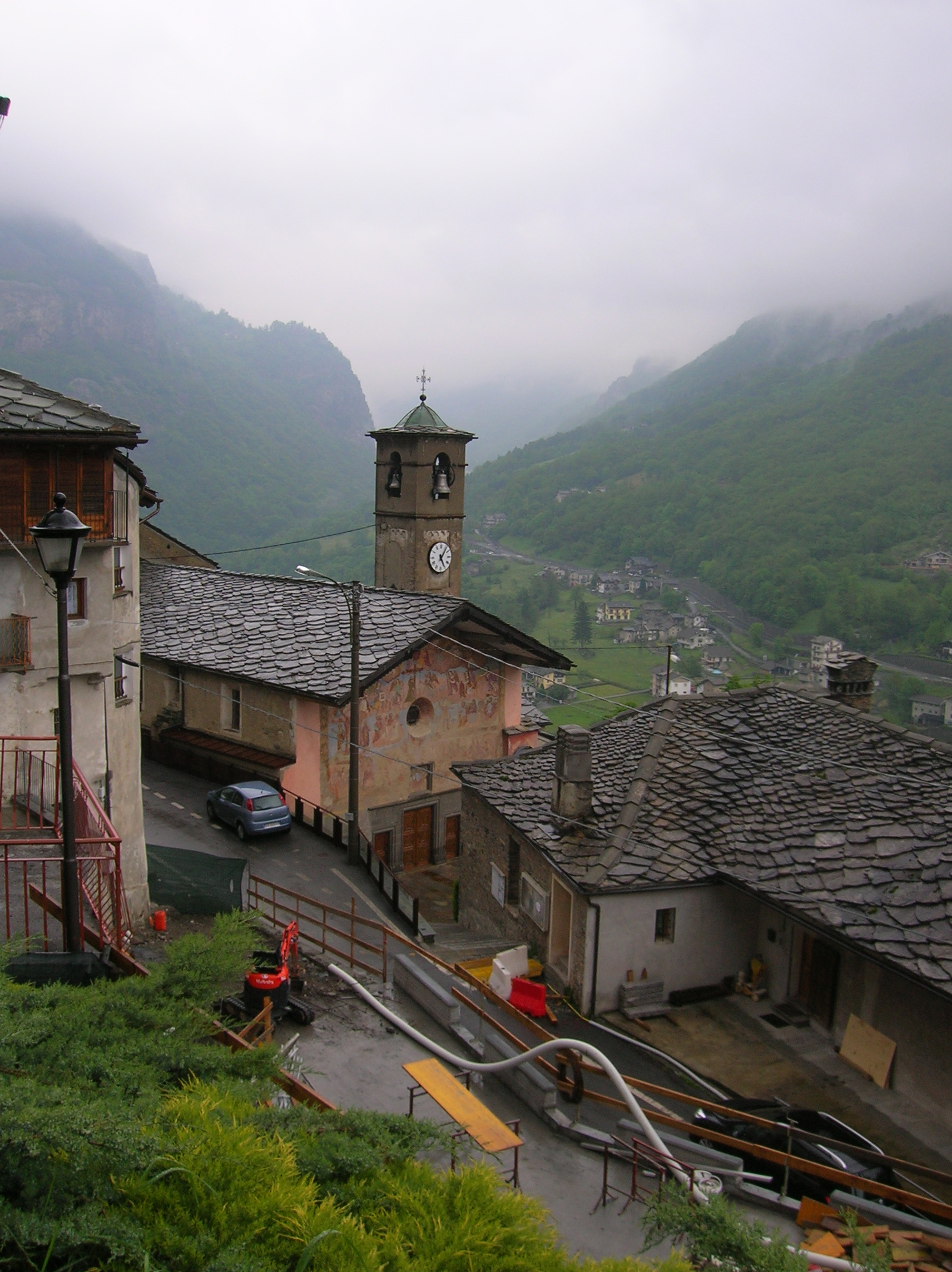
La chiesa parrocchiale. Sulla facciata un Giudizio universale affrescato nel 1677 da Bernardino Fererio, ispirato agli affreschi della facciata della chiesa parrocchiale di Issime.
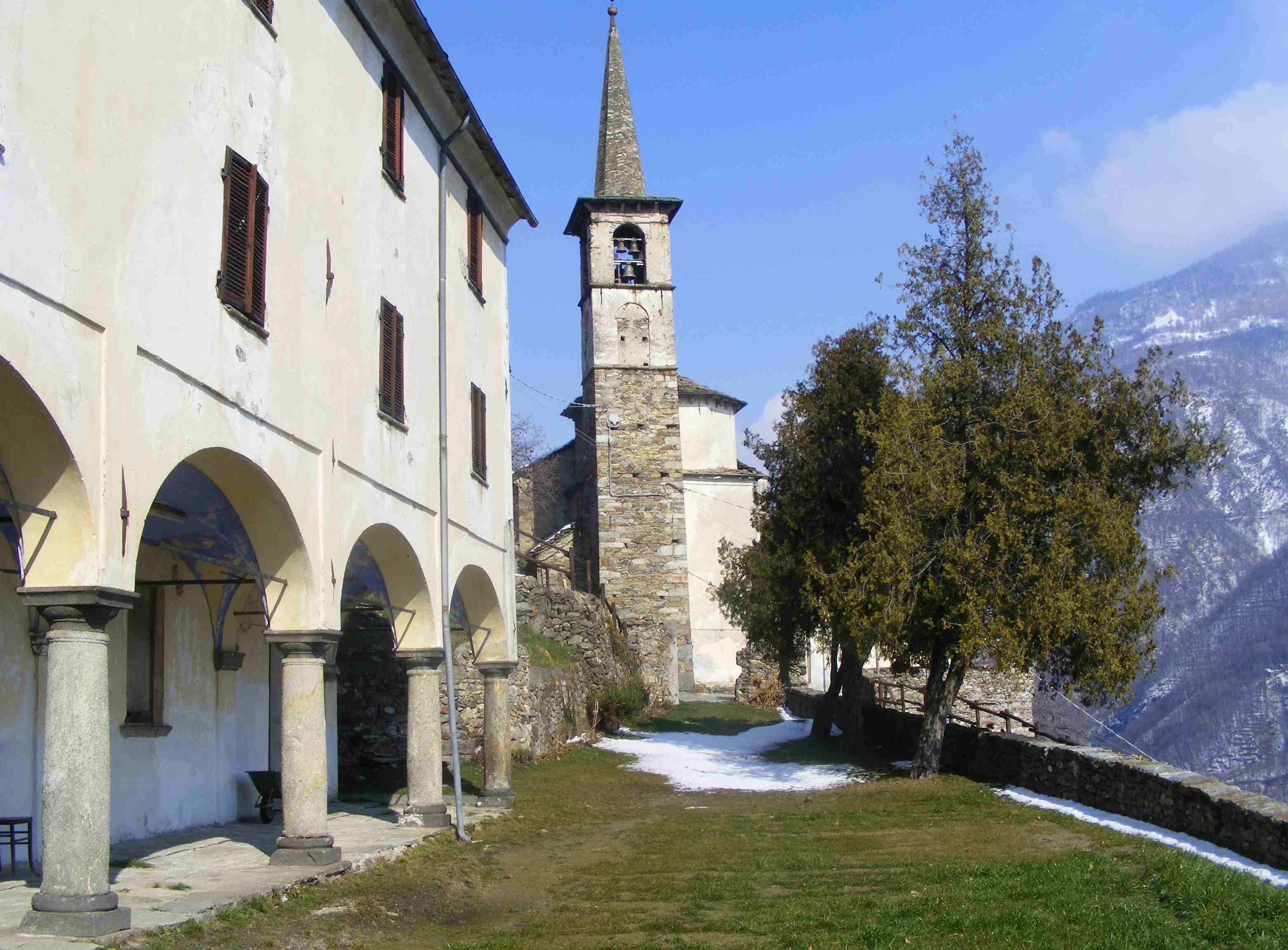
Santuario di Notre-Dame-de-la-Garde

### Architetture militari
- Castello dei Vallaise: costruito nel secolo XIV e successivamente rimaneggiato è situato al centro del paese; fu sede ufficiale della famiglia Vallaise, che a lungo fu titolare dei diritti feudali sulla zona.
- Château Charles: è una casa-forte anch'essa in origine appartenente ai Vallaise e che in seguito passò al notaio Jean Charles, il quale nel 1709 fu investito del feudo da Vittorio Amedeo II.
- Casaforte dei Vallaise de la Côte

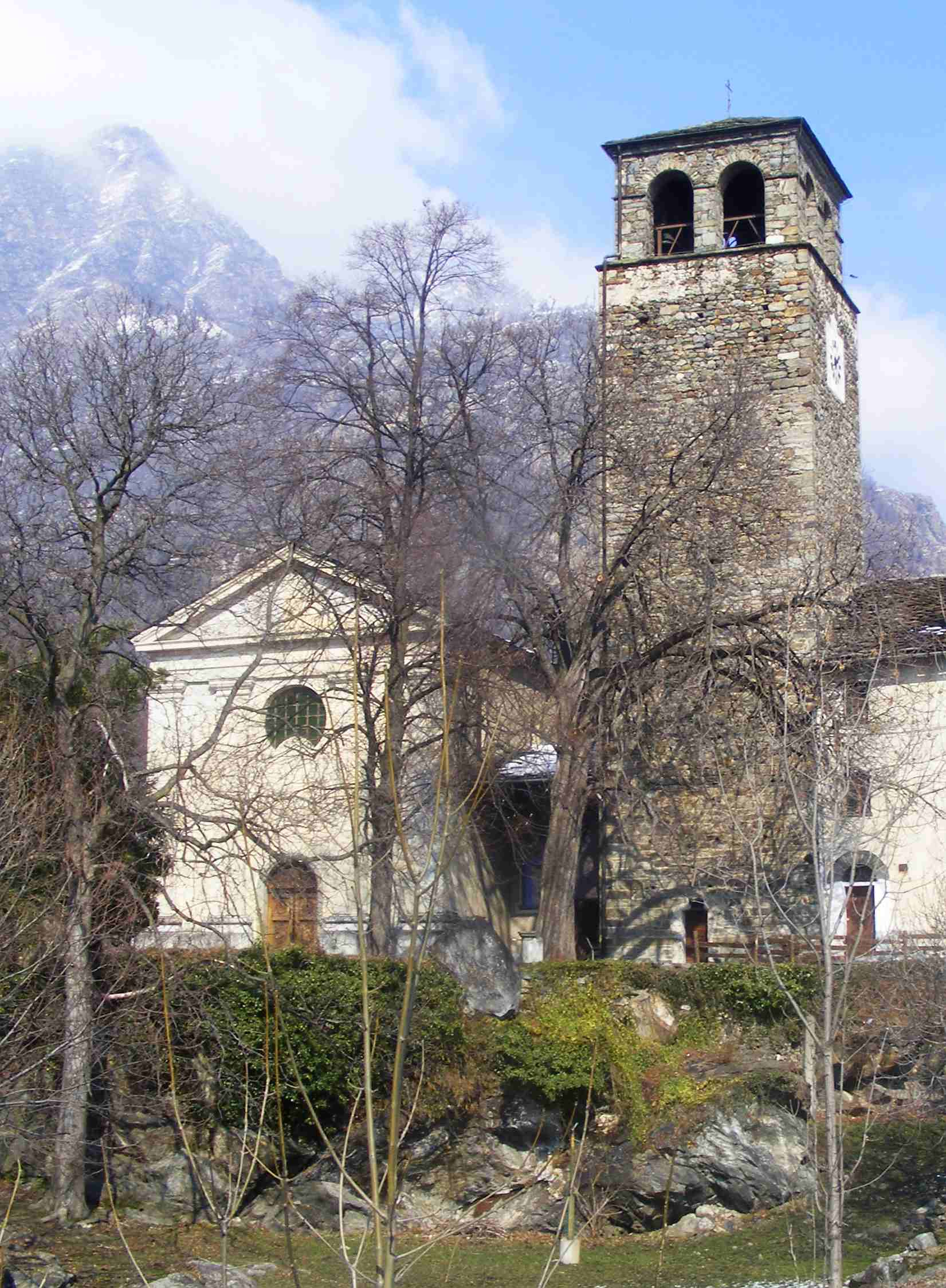
La tour d'Hérères
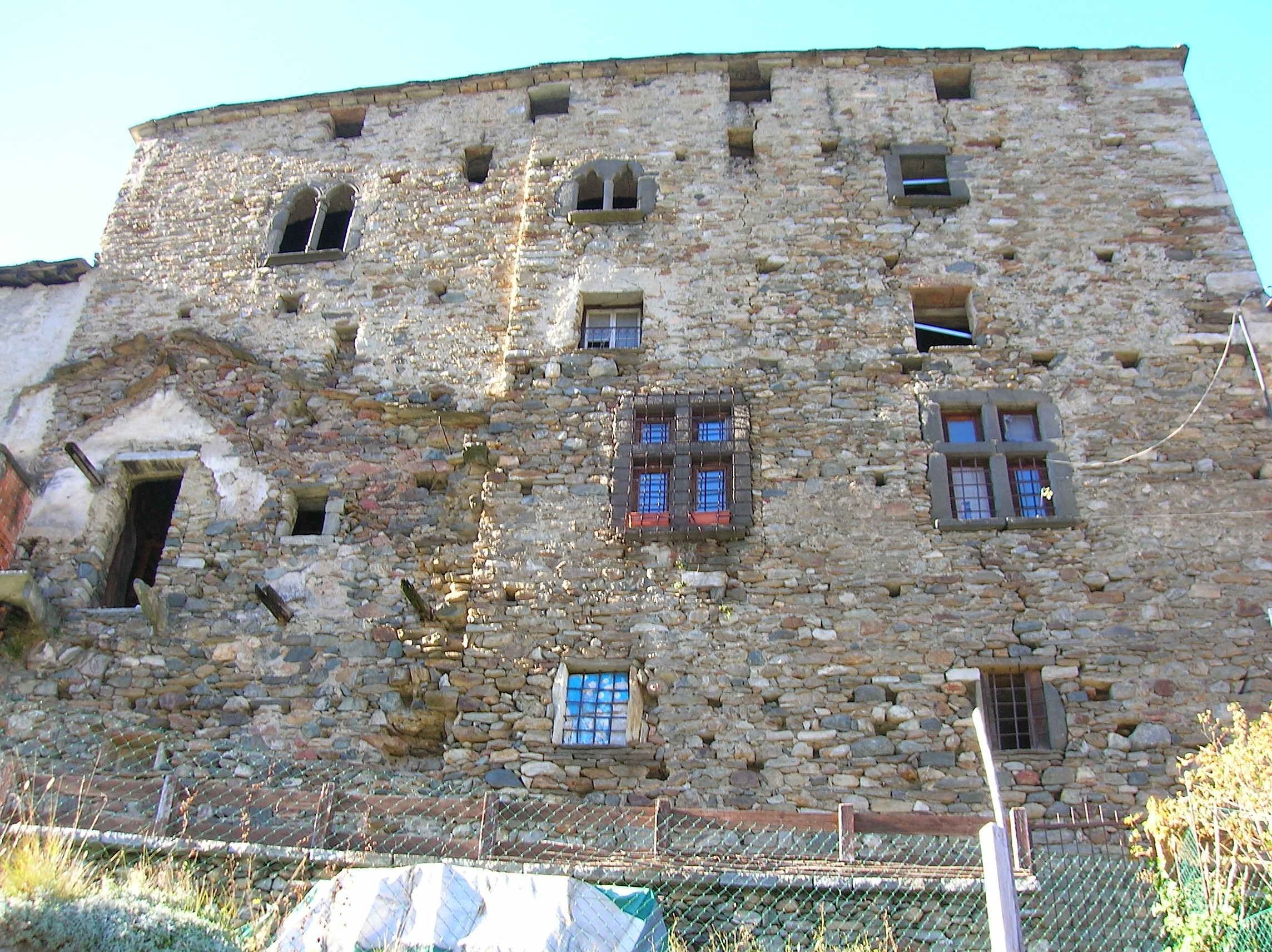
Castello dei Vallaise
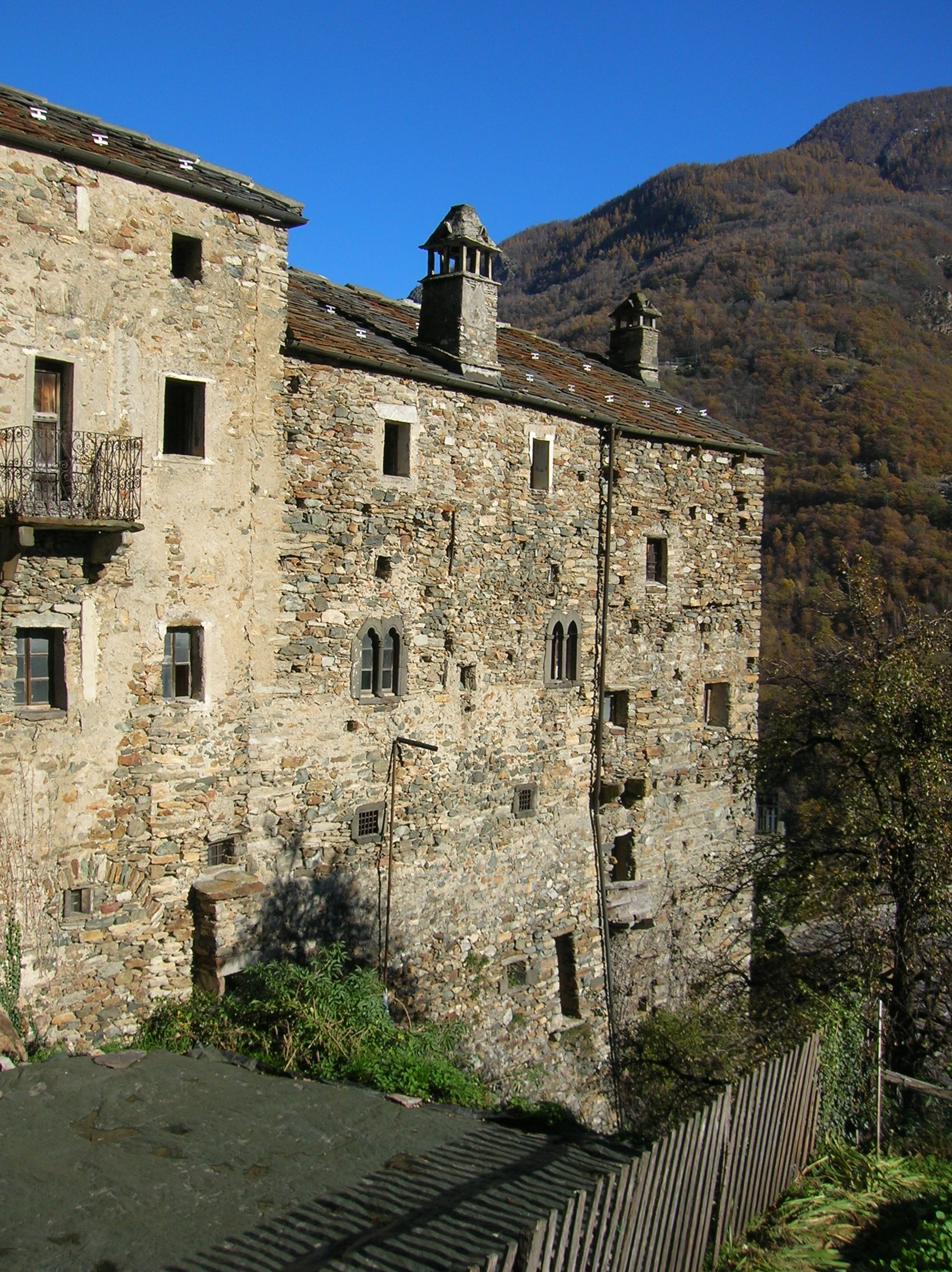
Castello Charles

- sulla strada principale, presso la chiesa, una casaforte del XIV-XV secolo trasformata
- Castello di Suzey
- Castello d'Hérères, oggi integrato nella chiesa di Tour d'Hérères

### Architetture civili
- Il villaggio di Chemp;

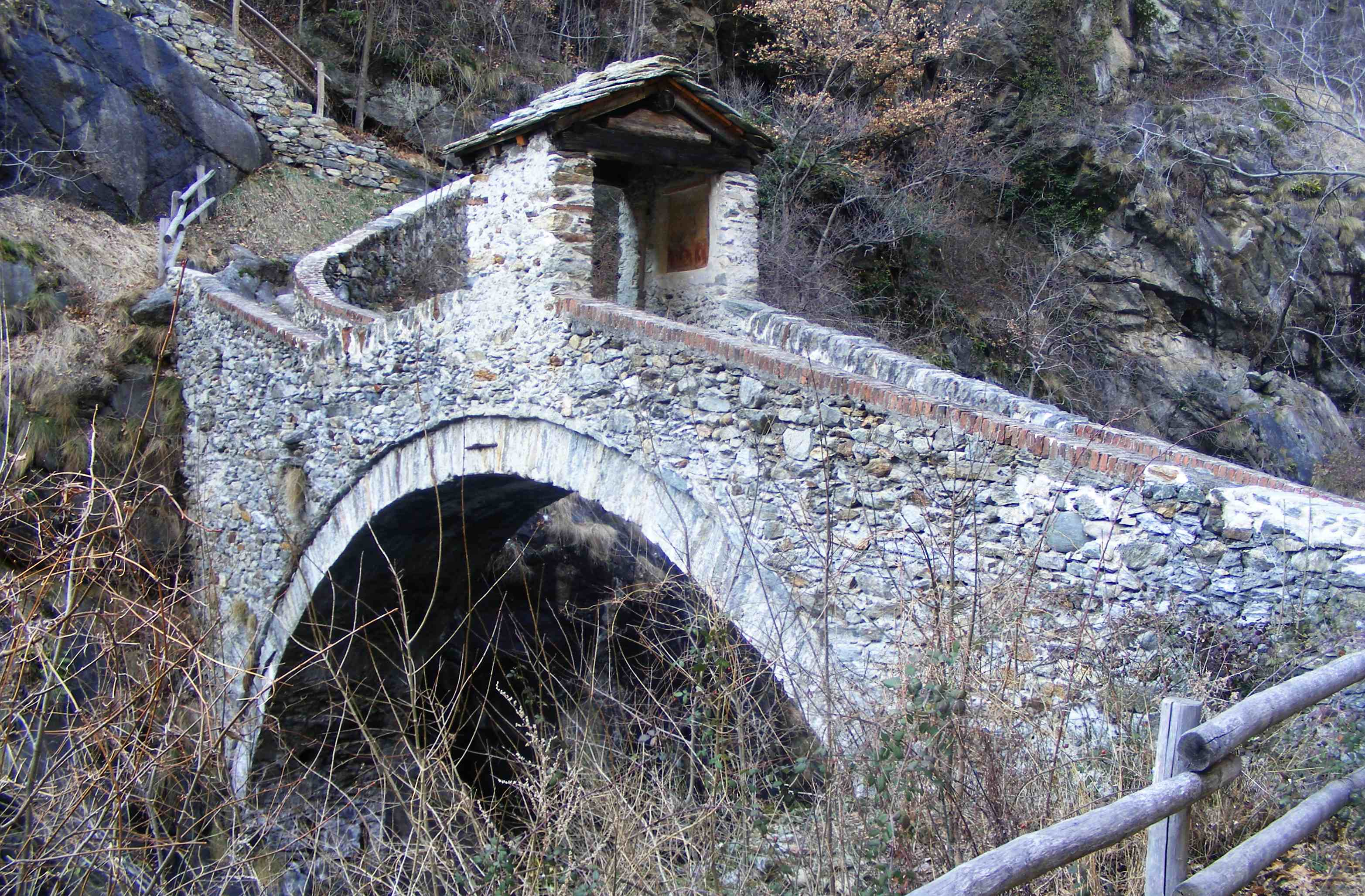
Il pont de la Morette.

- Il Pont de la Morette: è un ponte pedonale di origine medioevale che scavalca una profonda gola formata dal torrente Lys e mette in comunicazione il capoluogo di Perloz con Remondin e la Tour d'Héréraz. Probabilmente, la gola era attraversata già in epoca pre-romana, e il sentiero conserva il nome di chemin de la Paroy: il ponte fu ricostruito più volte in legno a partire da spalle di pietra e calce, fino ad arrivare al ponte attuale, costruito interamente in pietra poco a monte del sito precedente e risalente al 1721. Al centro dell'attuale struttura sorge un piccolo oratorio con due affreschi, che fungeva anche da porta. Al ponte è legata una leggenda: l'eroe Gran Vignal di Perloz avrebbe sconfitto un drago che terrorizzava i passanti proprio nei pressi del ponte.
- Delle due porte che chiudevano il borgo in epoca medievale se ne conserva solo una: la porta di Sant'Antonio.
- un torchio da vinacce comunitario, monumentale, che conferma la vocazione agricola del territorio comunale
- Vari elementi architettonici del Trecento e del Quattrocento si incontrano nel borgo: dal portone settecentesco nella "casa del dottore" (sede notarile del XVIII secolo), agli archi a tutto sesto, alle finestre decorate con il motivo della chiglia rovesciata, alle bifore e trifore, ai lacerti di intonaco affrescati nel Seicento con la Natività e San Giacomo, fino a bassorilievi, uno raffigurante un volto apotropaico con elmo e uno decorativo, caratterizzato da un motivo floreale e forse risalente all'epoca romana.

### Aree naturali

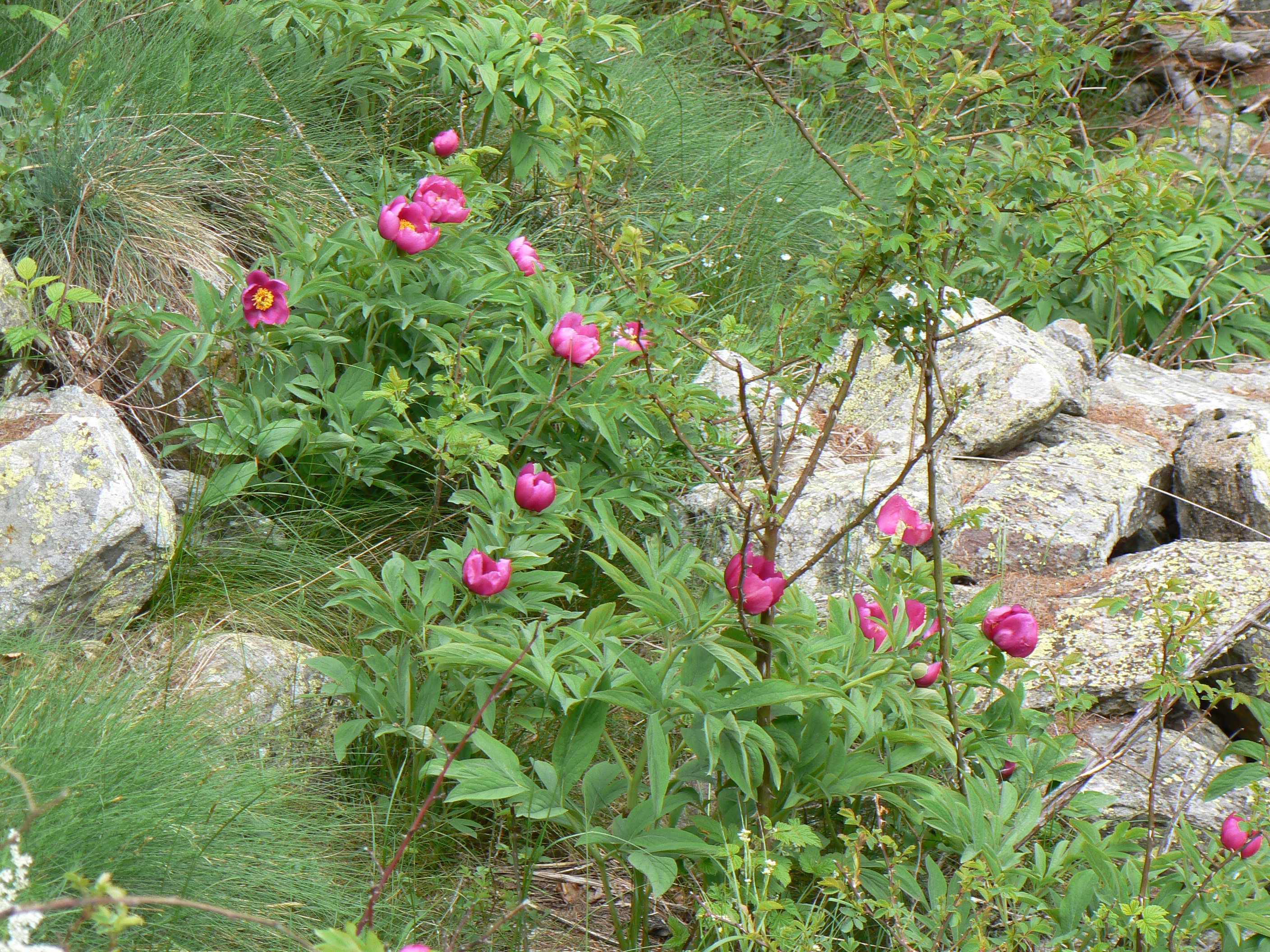
Fioritura di Paeonia officinalis nel SIC del Col de Fenêtre

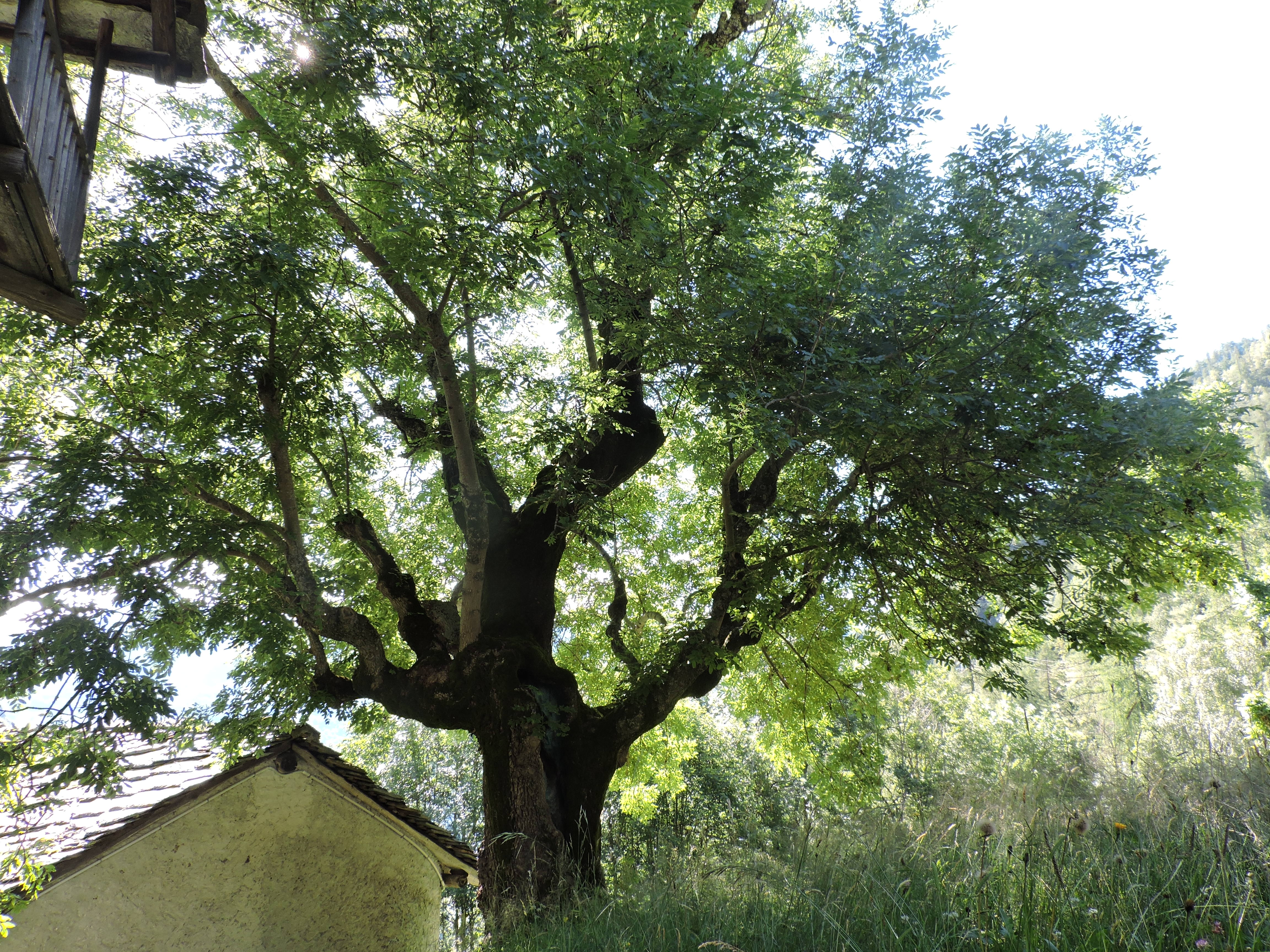
Il monumentale frassino maggiore di Pessé

- Nel territorio comunale, al confine con Arnad, si trova il sito di interesse comunitario del Col de Fenêtre (codice SIC: IT1205110) a tutela della stazione di Paeonia officinalis subsp. officinalis, specie rara in Valle d'Aosta. Per visitare il sito si percorrono i sentieri delle peonie.[15]
- L'Ippocastano di Tour d'Héréraz, un albero monumentale piantato nel 1925 nei pressi della Chiesa di Tour d'Héréraz di 92 cm di diametro per 19 m di altezza[16], verrà abbattuto perché malato[17]
- Anche il frassino maggiore della frazione Pessé è stato riconosciuto albero monumentale ai sensi della Legge n. 10/2013.[18]

## Società

### Evoluzione demografica
Abitanti censiti

### Lingue e dialetti
Oltre al patois, in virtù della vicinanza geografica e dei rapporti storici con il Canavese, la popolazione locale parla anche il piemontese.

## Cultura

### Musei
- Mostra "L'école d'autrefois".

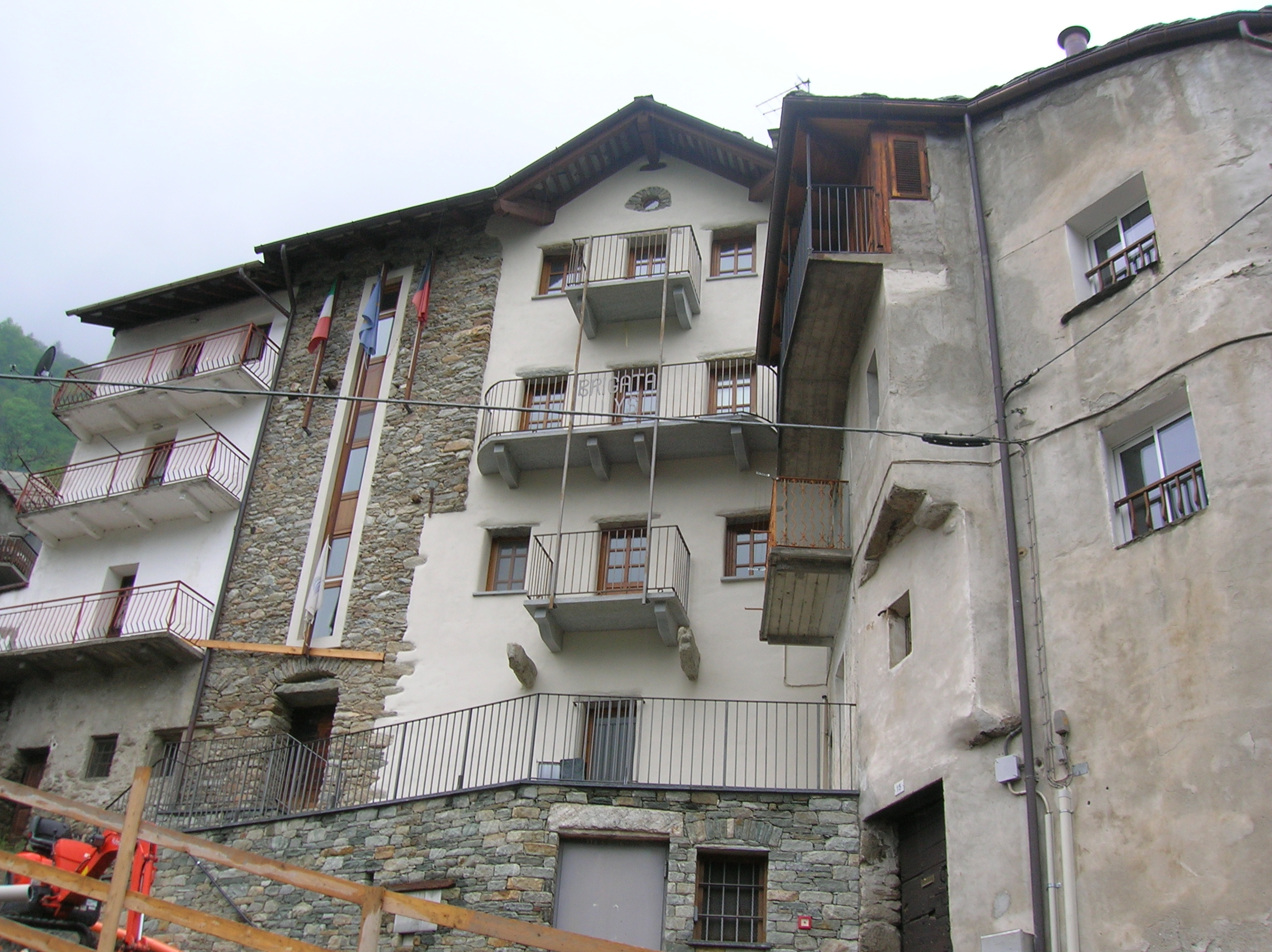
Museo della Resistenza Brigata Lys

- Museo della Resistenza "Brigata Lys", nella casa a monte della chiesa, che sul balcone presenta la scritta in ferro "Brigata Lys", acquistata dalla brigata partigiana nel dopoguerra.[20].
- Mostra Sculture a cielo aperto, al villaggio Chemp.

### Eventi
- La Féhta dou pan nér (Festa del pane nero, in patois valdostano della bassa valle), la penultima domenica di luglio;
- La Bataille de chèvres (Battaglia delle capre, in francese; conosciuta anche come Batailla dé tchëvre, in patois), di cui Perloz è l'indiscusso luogo simbolo[21]

## Amministrazione

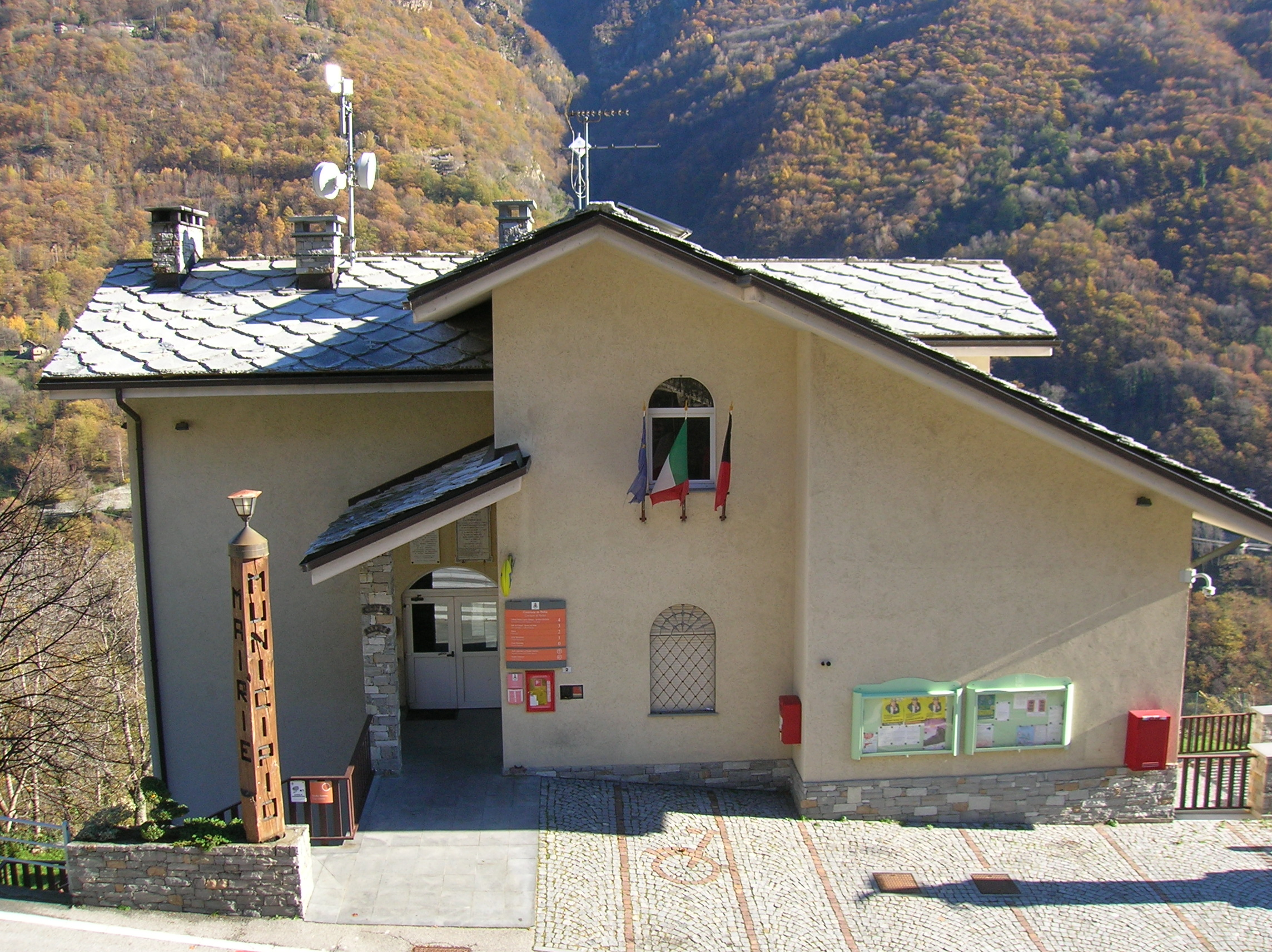
Il municipio

Fa parte dell'Unité des Communes valdôtaines Mont-Rose e della Communauté des 4 communes.
Di seguito è presentata una tabella relativa alle amministrazioni che si sono succedute in questo comune.
| Periodo           | Periodo           | Primo cittadino     | Partito          | Carica  | Note   |
| ----------------- | ----------------- | ------------------- | ---------------- | ------- | ------ |
| 4 giugno 1985     | 24 maggio 1990    | Marco Fey           | Union Valdôtaine | Sindaco | [ 23 ] |
| 24 maggio 1990    | 29 maggio 1995    | Marco Fey           | Union Valdôtaine | Sindaco | [ 23 ] |
| 29 maggio 1995    | 8 maggio 2000     | Marco Fey           | Union Valdôtaine | Sindaco | [ 23 ] |
| 8 maggio 2000     | 11 luglio 2003    | Marco Fey           | Union Valdôtaine | Sindaco | [ 23 ] |
| 11 luglio 2003    | 9 maggio 2005     | Valter Juglair      | Union Valdôtaine | Sindaco | [ 23 ] |
| 9 maggio 2005     | 24 maggio 2010    | Gian Carlo Stévenin | lista civica     | Sindaco | [ 23 ] |
| 24 maggio 2010    | 11 maggio 2015    | Gian Carlo Stévenin | lista civica     | Sindaco | [ 23 ] |
| 28 maggio 2015    | 19 settembre 2020 | Gian Carlo Stévenin |                  | Sindaco | [ 23 ] |
| 20 settembre 2020 | in carica         | Ivana Chanoux       | lista civica     | Sindaco | [ 23 ] |